# Valignat
Valignat is een gemeente in het Franse departement Allier (regio Auvergne-Rhône-Alpes) en telt 72 inwoners (2009). De plaats maakt deel uit van het arrondissement Montluçon.

## Geografie
De oppervlakte van Valignat bedraagt 2,3 km², de bevolkingsdichtheid is dus 31,3 inwoners per km².
De onderstaande kaart toont de ligging van Valignat met de belangrijkste infrastructuur en aangrenzende gemeenten.

## Demografie
Onderstaande figuur toont het verloop van het inwonertal (bron: INSEE-tellingen).
Vanwege een beveiligingsprobleem met de MediaWiki Graph-software is het momenteel niet mogelijk deze grafiek weer te geven. Zodra de software is bijgewerkt zal de grafiek vanzelf weer zichtbaar worden.